# Pyrinia optivata
Pyrinia optivata es una especie de polilla de la familia Geometridae. La especie fue descrita por primera vez por Achille Guenée en 1857. El holotipo de la especie fue descrita en Brasil. El sintipo de la subespecie Pyrinia optivata fridolinata fue descrita en el Volcán Barú en Panamá, mientras que la subespecie Pyrinia optivata rufinaria fue descrita en Juan Viñas (Costa Rica). El sintipo de la subespecie Pyrinia optivata saturata fue descrita en los bosques del Río Solimões, Brasil.

## Descripción
Es una polilla mediana de una envergadura de 35 milímetros (1,4 plg) de color rojo ferruginoso. Las alas cuentan con una nebulosa contigua en el interior, y por debajo son de color amarillo ocre brillante con un patrón de ladrillo. La parte posterior cuenta con dos líneas rojizas paralelas.